# 美撒乡
美撒乡，是中华人民共和国四川省凉山彝族自治州布拖县曾经下辖的一个乡。2021年1月12日，撤销美撒乡，其所属行政区域为拖觉镇的行政区域。

## 行政区划
美撒乡撤销前下辖以下地区：
本子村、美撒村、依斯村、俄觉村和莫此村。